# Tisdale Airport
Tisdale Airport är en flygplats i Kanada.   Den ligger i provinsen Saskatchewan, i den centrala delen av landet, 2 200 km väster om huvudstaden Ottawa. Tisdale Airport ligger 460 meter över havet.
Terrängen runt Tisdale Airport är platt, och sluttar norrut. Trakten runt Tisdale Airport är nära nog obefolkad, med mindre än två invånare per kvadratkilometer.. Närmaste större samhälle är Tisdale, 1,8 km nordost om Tisdale Airport.
Trakten runt Tisdale Airport består till största delen av jordbruksmark.